# Alviksplan

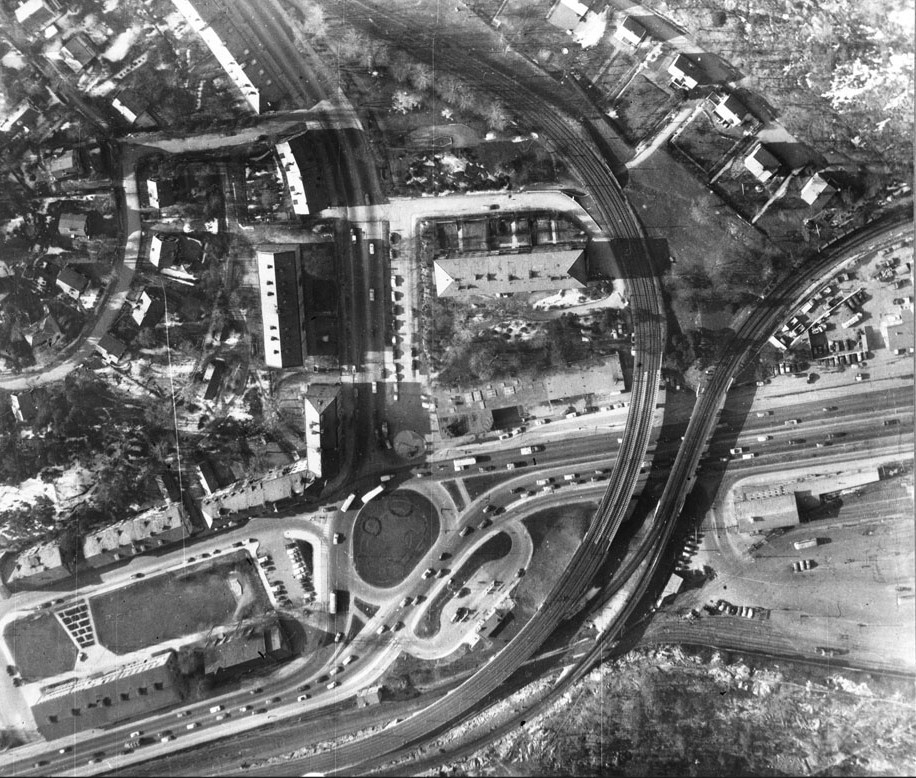
Flygfoto över Drottningholmsvägen och Alviksplan, foto: Oscar Bladh 1960.

Alviksplan är en trafikplats i stadsdelen Alvik i västra Stockholm. Strax öster om Alviksplan ligger Tranebergsbron och väster därom finns Ulvsundaplan och Brommadepån från 1944.

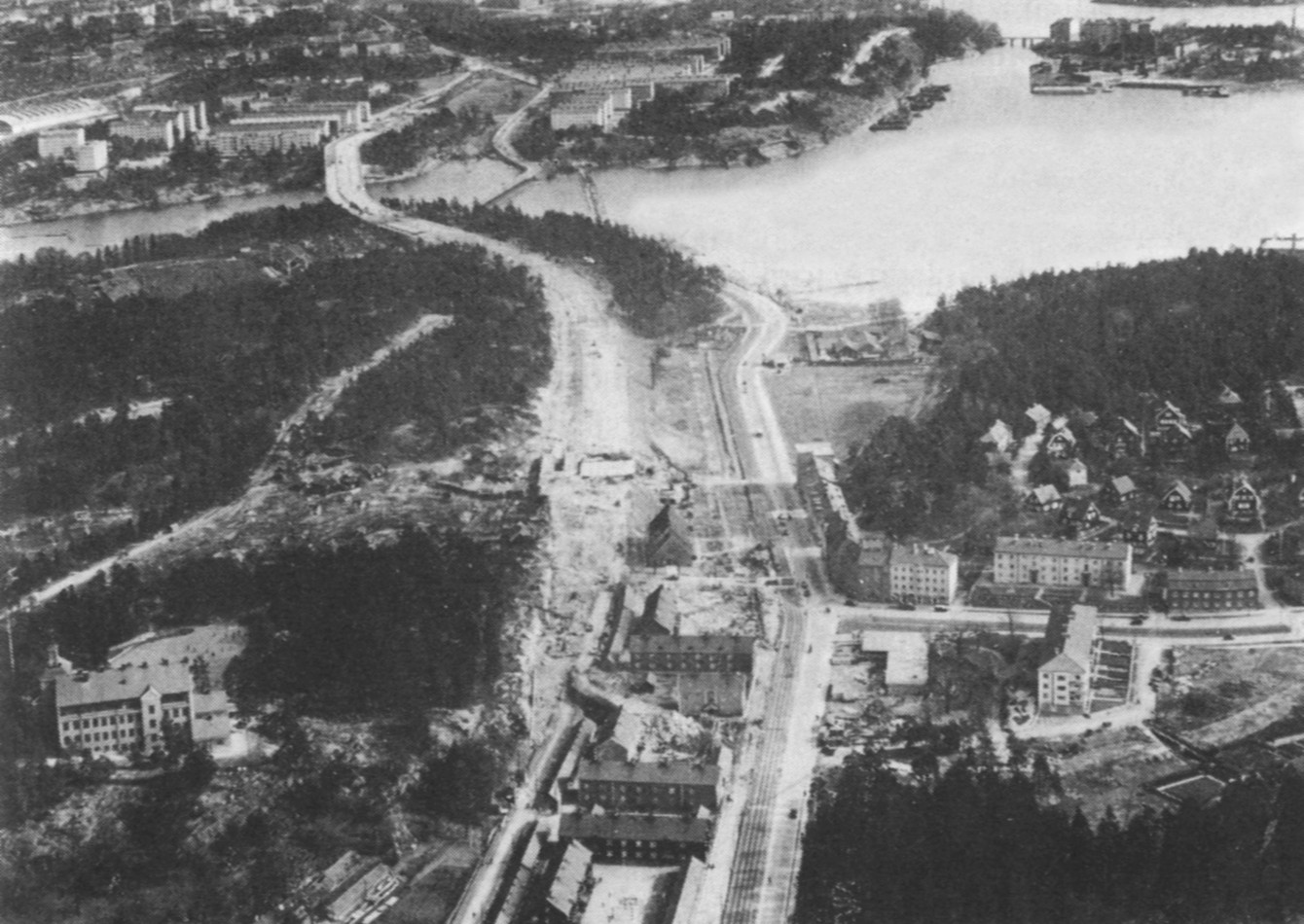
Flygfoto av Oscar Bladh från våren 1933.

Vid Alviksplan möts Drottningholmsvägen mot öst och väst, Gustavslundsvägen mot Alviks torg och SALK-hallen samt Alviksvägen mot Äppelviken. Över Alviksplans västra del leder två broar (Alviksviadukten) för tunnelbanan (gröna linje) och Nockebybanan. Området fick sin första omgestaltning på 1930-talet då man breddade och flyttade Drottningholmsvägen från pontonbron till högbron för att klara den tätare biltrafiken ut till de nyexploaterade småhusområdena.  Vid Alviksplan (dåvarande Drottningholmsvägen) byggdes 1921 den populära biografen Bromma-Teatern. Biografverksamheten lades ner 1971, idag är det en måleributik.
På ett flygfotografi från våren 1933 syns Tranebergsbrons uppfartsramper under byggnad. På platsen för nuvarande Alviksplan står flera kvarter med nödbostäder från 1917 ännu kvar, men Bromma-Teatern som ansågs ligga i vägen för trafiken revs inte. År 1935 fick korsningen sitt nuvarande namn. Ända till 1990-talet fanns även en bensinstation intill platsens norra sida. För att kunna svälja den allt intensivare trafiken har platsen sedan dess byggts om ett flertal gånger, senast 2005 i samband med Tranebergsbrons renovering och breddning.  
Platsen måste ta emot trafiken till och från Bromma, Ekerö och Vällingby samt Bromma flygplats vilket leder till att Alviksplan är en hård trafikerad trafikplats, som räknas tillsammans med den intilliggande Ulvsundaplan till en av Stockholms mest trafikerade korsningar. Eftersom Alviksplan är utformat som en plankorsning regleras vägtrafiken med trafiksignaler vilket ofta leder till långa köer under rusningstrafik.

## Bilder då och nu

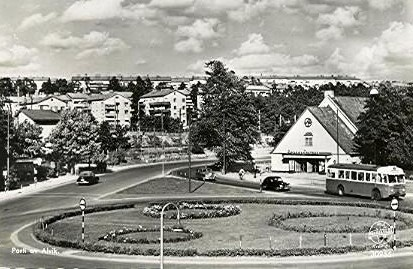
Platsen på 1960-talet med Bromma-Teatern
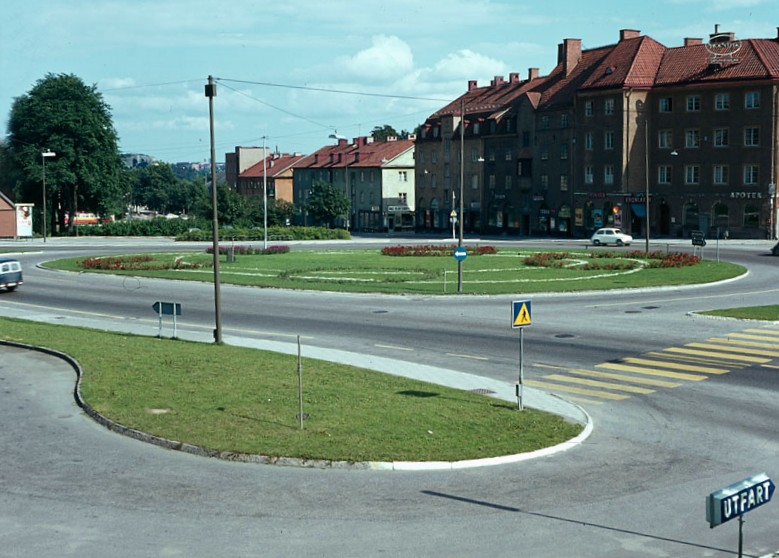
Platsen 1963 med utfart från bensinstationen
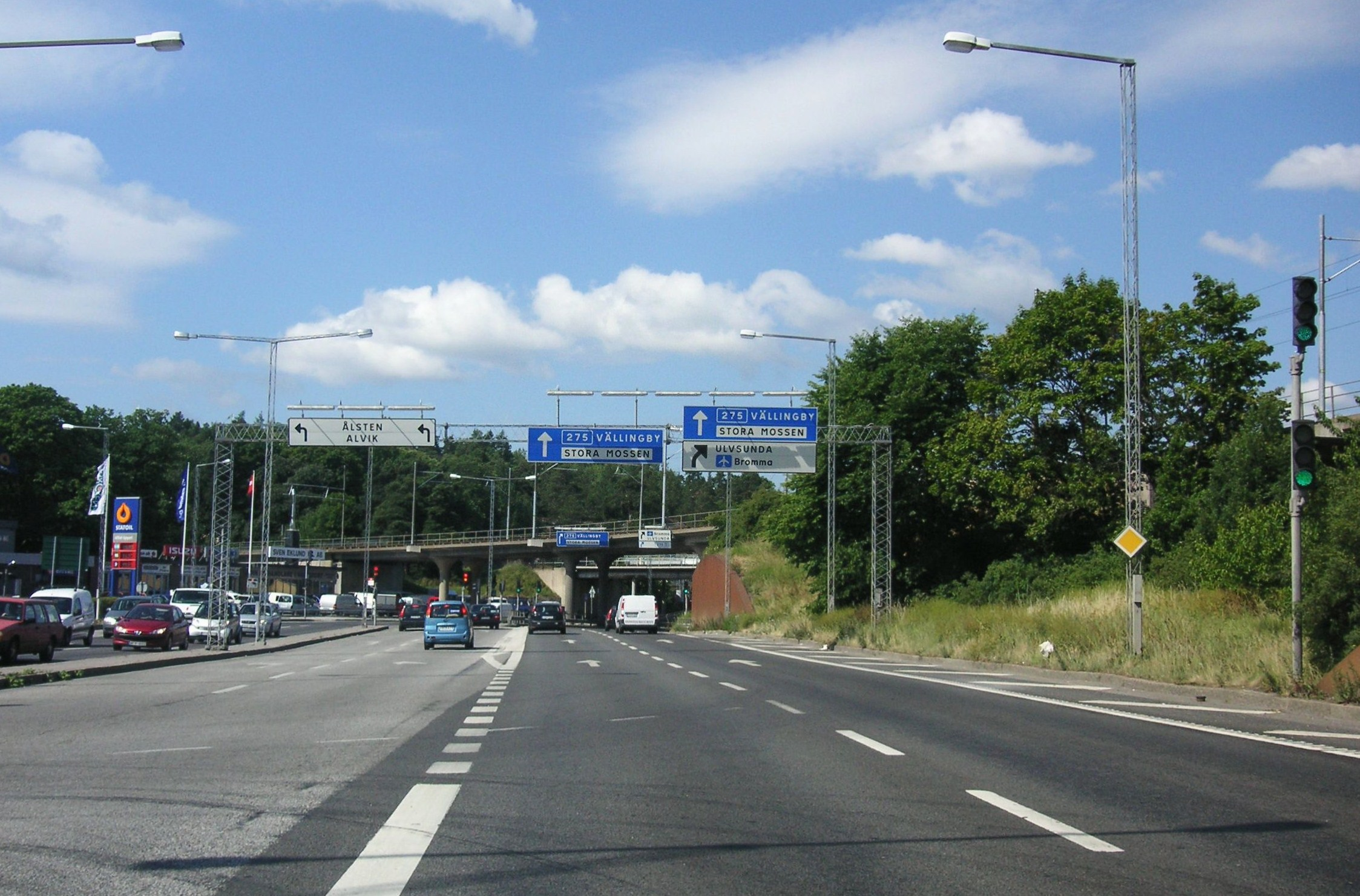
Alviksplan västerut 2008
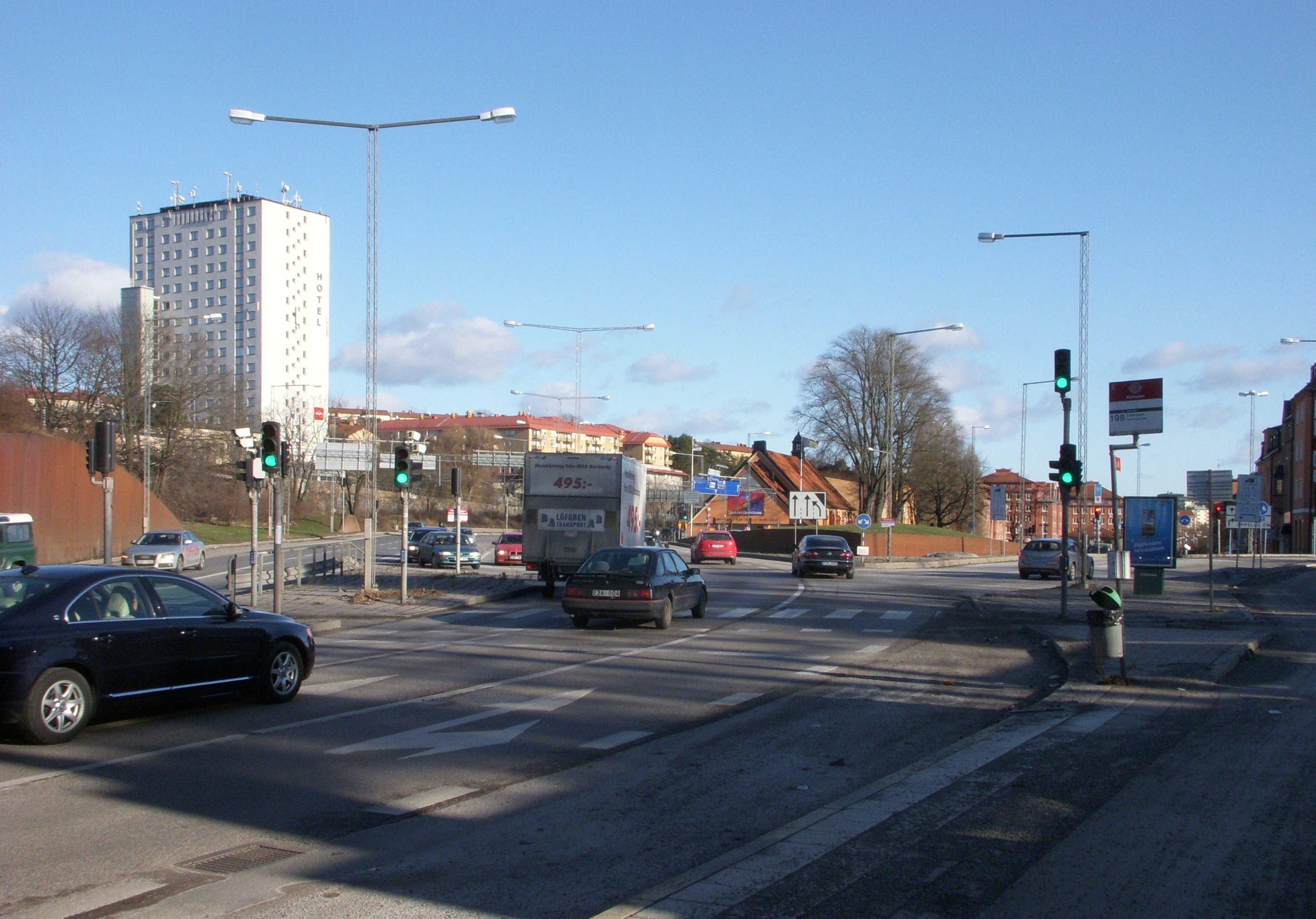
Alviksplan österut 2012
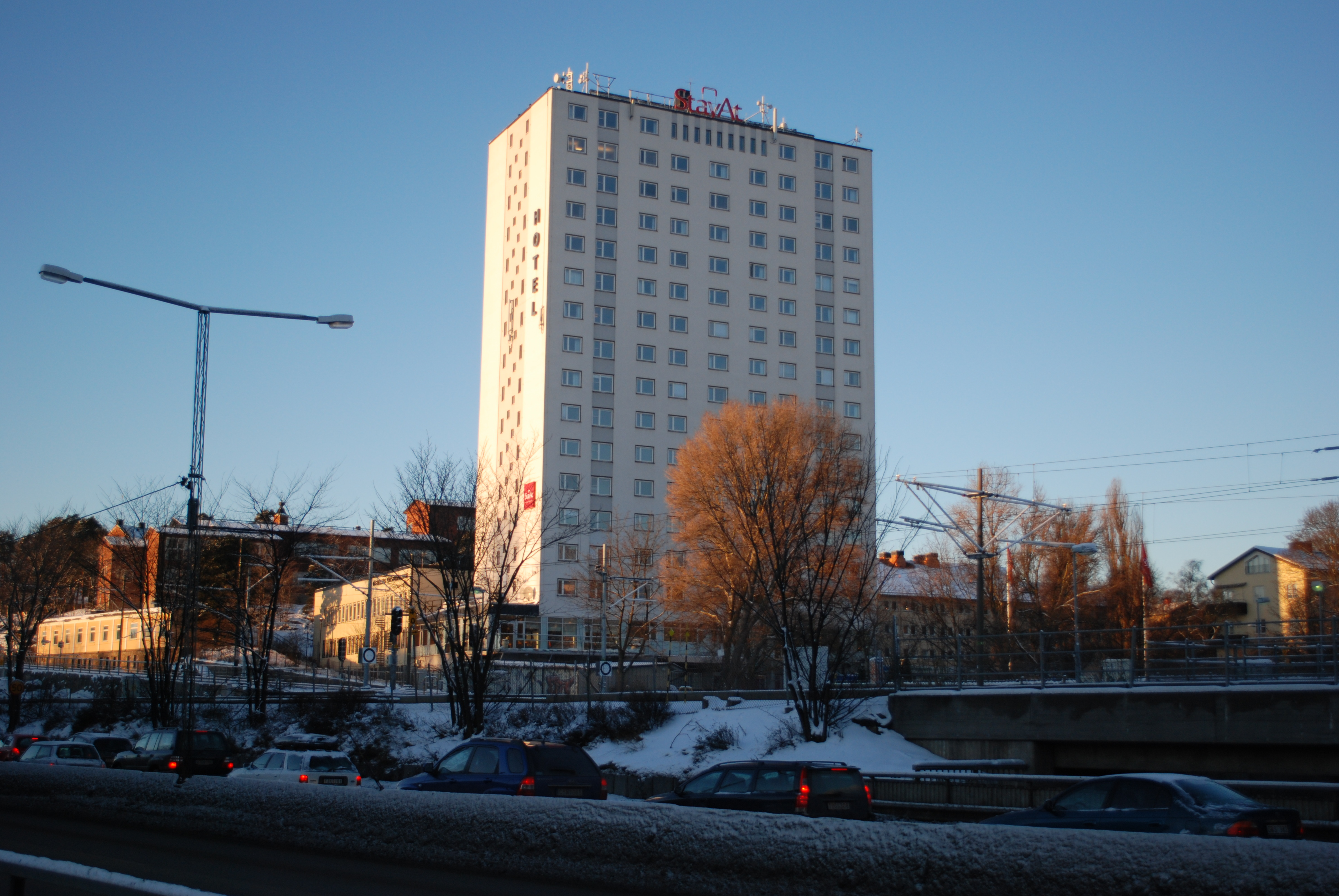
Alviksplan västerut 2010, höghuset med 16 våningar byggdes 1961